# Ekallatum
Ekallatum (akadsko 𒌷𒂍𒃲𒈨𒌍, URUE2.GAL.MEŠ, Ekallātum, "palače") je bilo starodavno mesto v Gornji Mezopotamiji. Natančna lokacija mesta še ni znana, zagotovo pa je stalo na levem bregu Tigrisa južno od Ašurja.
Ekallatum, čigar ime pomeni "palače", je bil prestolnica amoritske dinastije, povezane z Babilonom, pomembne v 19. in 18. stoletju pr. n. št. Zgodovina tega obdobja  Gornje Mezopotamije je dokumentirana v arhivih Marija. 

## Zgodovina
Prvi znani kralj Ekallatuma je bil Ila-kabkabu, ki se je menda sprl z Jagid-Limom Marijskim. Njegov sin Šamši-Adad I., ki je prišel na prestol okoli leta 1810 pr. n. št., je nadaljeval spor z Marijem  in poskušal razširiti svojo oblast v dolino ob reki Habur. Njegovo širitev je ustavil Jagid-Limov sin Jahdun-Lim. Kmalu zatem ga je premagal Naram-Sin Akadski in ga prisilil na beg v Babilon, ki so ga ustanovili in mu vladali njegovi zavezniki Amoriti. Po Naram-sinovi smrti se je vrnil domov. 
Kmalu zatem se je začel niz Šamši-Adadovih zmag in osvojitev cele Gornje Mezopotamije in ustanovitev kraljestva, ki ga zgodovinarji imenujejo Kraljestvo Gornja Mezopotamija. Šamši-Adad je ustanovil svojo prestolnico Šubat-Enlil in Ekallatum prepustil svojemu starejšemu sinu Išme-Daganu. Drugega sina Jasmah-Adada je imenoval za kralja Marija. Išme-Dagan se je izkazal za sposobnega vojskovodjo, po očetovi smrti leta 1775 pr. n. št. pa ni bil sposoben obdržati celega kraljestva. Obdržal je Ekallatum, brat pa je izgubil Mari in bil ubit.
Vladavina Išme-Dagana je bila kaotična. Kljub številnim poskusom ni bil sposoben obnoviti oblasti v mestu in je postal tarča bližnjih vojskovodij, zlasti Zimri-Lima Marijskega. Ko so Elamiti leta 1765 pr. n. št. zavzeli Ekatallum, se je zatekel k svojemu tradicionalnem zavezniku Hamurabiju Babilonskemu, ki mu je pomagal ponovno priti na prestol. Posledično je Ekallatum postal vazalno mesto, podrejeno babilonskemu kralju, ki je vzpostavil svojo oblast v celi Mezopotamiji. Išme-Dagana je po smrti nasledil sin Mut-Aškur, ki je bil zadnji znani kralj Ekallatuma. Mesto je nato izginilo iz mezopotamske zgodovine.

## Sklic
1. ↑  Bryce, Trevor (10. september 2009). The Routledge Handbook of the Peoples and Places of Ancient Western Asia: The Near East from the Early Bronze Age to the fall of the Persian Empire. Routledge. str. 216-217. ISBN 9781134159079.